# Académie de Finlande
L'Académie de Finlande (en finnois : Suomen Akatemia, SA ; en suédois : Finlands Akademi) est un organisme sous la tutelle du ministère de l'Éducation et de la Culture, chargé du financement de la recherche scientifique. 
Elle a également un rôle consultatif dans le gouvernement, pour l'orientation de la politique scientifique du pays.

## Budget
Elle dispose en 2008 d'un budget de 296,5 millions d'euros.